# You Only Live Once
"You Only Live Once"는 미국의 락 밴드 스트록스의 정규 앨범 First Impressions of Earth의 오프닝 트랙 및 세 번째 싱글이다. 스크록스는 이곡을 The Tonight Show with Jay Leno and Late Night with Conan O'Brien 등을 포함한 여러 텔레비전 프로그램에서 선보였다.
마빈 게이의 "Mercy Mercy Me" 커버는 B-side에 녹음되었고 펄 잼의 에디 베더는 줄리언 카사블랑카스와 보컬을 공유하며 피쳐링했고, 조시 홈 (퀸스 오브 더 스톤 에이지, 뎀 크룩드 벌처스, 이글스 오브 데스 메탈)은 파브리치오 모레티와 나란히 드럼을 연주했다.
이 곡이 싱글로 발매되었을 때, 스트록스는 라디오 방송국에서 팬들에게 전화를 걸어 자신들의 싱글 앨범을 홍보하는 Operation You Only Live Once 활동을 했다. 이들의 목표는 입을 통해 전파되어, 가능한 빨리 새로운 싱글 앨범을 퍼트리게 하는 것이었다. 스트록스의 마이스페이스 홈페이지는 온라인 커뮤니티에서 싱글 앨범이 퍼지도록 하기 위해 유저들에게 프로필에 이 곡을 적어달라고 요청했었다.

## "I'll Try Anything Once" 데모 버전
"I'll Try Anything Once"라는 제목을 지닌 이 곡의 초기 데모이 "Heart in a Cage" 싱글 앨범의 B-사이드 중 한 곡으로 포함되었다. 카사블랑카스가 노래를 부르는 동안에 발렌시가 전기 피아노를 연주하는 것이 특징이다. 일부 가사들은 스크록스가 2006년 3월 8일에 방송된 BBC의 Radio 1 Session에서 이 곡을 연주하는 동안에 쓰이기도 했다.
소피아 코폴라의 2010년 영화 《썸웨어》의 사운드트랙에 "I'll Try Anything Once"가 포함되었다. 그 영화의 예고편에서 두드러게 사용되었다. ITV의 드라마 《런던 콜걸, 벨》 시즌 4 네 번째 방영분 마지막에 삽입되기도 했다.

## 평가
2006년 7월 24일에 발매된 이 싱글 앨범은 빌보드 얼터너티브 송 차트 35위에 올랐다.
롤링 스톤이 선정한 2006년 최고의 곡 100곡 중에 16위에 올랐다.
2018년 쯤에 유튜브에서 뮤직비디오 조회수가 9천 400만 명을 넘겼다.

## 차트
| 차트 (2006)               | 최고 순위 |
| ------------------------- | --------- |
| 오스트레일리아 ARIA 차트  | 52        |
| 미국 빌보드 얼터너티브 송 | 35        |

## 트랙 리스트

### 영국, EU 7"
1. "You Only Live Once"
2. "Mercy Mercy Me (The Ecology)" (feat. 에디 베더 & 조시 홈)